# اولیکسدورف
اولیکسدورف (به آلمانی: Oelixdorf) یک شهر در آلمان است که در اشتاینبورگ واقع شده‌است. اولیکسدورف ۱٬۶۷۷ نفر جمعیت دارد.